# Кулп, Нэнси
Нэнси Джейн Кулп (англ. Nancy Jane Kulp; 28 августа 1921 — 3 февраля 1991) — американская актриса.

## Биография
Родилась в Гаррисберге в семье коммивояжера Роберта Тилдена Кулпа и его супруги Марджори С. Снайдер, школьной учительницы. В 1943 году она окончила Университет штата Флорида со степенью бакалавра в журналистики, после чего обучалась на отделении лингвистики в Университете Майами. В то же время Кулп работала колумнисткой в газете «Miami Beach Tropics», где вела колонку о знаменитостях.
В 1944 году, на закате Второй мировой войны, она бросила учёбу и добровольцем вступила в резервный состав ВМС США. За два года службы она выросла до звания лейтенант, удостоившись при этом ряда наград, среди которых медаль «За Американскую кампанию», медаль за службу национальной обороне и медаль «За безупречную службу».
Вскоре после замужества в 1951 году Кулп переехала в Голливуд, где нашла себе работу в рекламном отделе одной из киностудий. Джордж Кьюкор убедил её попробовать свои силы перед камерой, и в 1951 году она дебютировала в фильме «Модель и сваха». За годы своей карьеры в большом кино актриса сыграла в почти трёх десятках фильмов, среди которых «Сабрина» (1954), «Шейн» (1953), «Нельзя быть слишком молодым» (1955), «Три лица Евы» (1957), «Ловушка для родителей» (1961) и «Странные супруги» (1965). Более активной была её карьера на телевидении, включающая в себя роли в сериалах «Шоу Бобби Каммингса», «Я люблю Люси», «Шайенн», «Альфред Хичкок представляет», «Перри Мейсон», «Сумеречная зона» и «Квантовый скачок». Одной из самых запоминающихся стала роль старой девы Джейн Хэтэуэй в популярном ситкоме «Деревенщина из Беверли-Хиллз», в котором актриса играла с 1962 по 1971 год. Она же принесла актриса в 1967 году номинацию на премию «Эмми» за лучшую женскую роль второго плана в комедийном телесериале. В 1970 году Кулп озвучивала лошадь Фру-Фру в мультфильме «Коты Аристократы».
В начале 1980-х годов Кулп занималась политикой в её родной Пенсильвании, активно поддерживая Демократическую партию США. Она также баллотировалась в Палату представителей США, но потерпела поражение. В 1989 году в одном из интервью актриса заявила, что является лесбиянкой. В 1990 году, спустя год после завершения карьеры, у актрисы диагностировали рак. После курса химиотерапии болезнь так и не отступила, и в феврале 1991 года в возрасте 69 лет Нэнси Кулп скончалась.